# Royaume de Portugal
25 juillet 1139 – 5 octobre 1910
(771 ans, 2 mois et 10 jours)
Entités précédentes :
- Comté de Portugal
- Couto Misto
- Taïfa de Badajoz
- Royaume d'Algarve

Entités suivantes :
- Première République

Le royaume de Portugal (en latin : Regnum Portugalliae ; en portugais : Reino de Portugal) est le régime politique du Portugal de 1139 à 1910. Cet État situé dans la partie occidentale de la péninsule Ibérique est également connu sous le nom de royaume du Portugal et des Algarves après 1415 et sous le nom de Royaume-Uni du Portugal, du Brésil et des Algarves entre 1815 et 1822. Le Portugal est une monarchie traditionnelle et absolue jusqu'en 1822. Il alterne ensuite entre l'absolutisme et la monarchie constitutionnelle de 1822 à 1834, avant d'adopter définitivement le constitutionnalisme en 1834.
L'ancêtre de l'État portugais est le comté de Portugal, établi en 868 par Vímara Peres, un vassal du roi des Asturies, dans le cadre de la Reconquista. Le comté devient une partie du royaume de León en 1097, et les comtes portugais s'affirment comme les dirigeants d'un royaume indépendant au XIe siècle, après la bataille de São Mamede en 1128 et le couronnement du roi Alphonse Ier en 1139. Le royaume est gouverné par la dynastie alphonsine jusqu'à la crise de 1383-1385, après quoi la monarchie passe entre les mains de la dynastie jeanine. Au même siècle, le Portugal noue une alliance avec l'Angleterre (maintenant le Royaume-Uni) par un traité en 1373, ce qui constitue à ce jour[Quand ?] l'alliance diplomatique et militaire la plus ancienne de la planète.
Au cours des XVe siècle et XVIe siècle, les découvertes portugaises établissent un vaste empire colonial. De 1580 à 1640, le Portugal est en union personnelle avec l'Espagne des Habsbourgs. Après la guerre de Restauration de 1640 à 1668, le royaume passe de la maison de Bragance puis à la maison de Bragance-Saxe-Cobourg et Gotha. À partir de cette époque, l'influence du Portugal commence à décliner, mais il reste encore une puissance majeure en raison de sa colonie la plus importante, le Brésil.
Après l'indépendance du Brésil en 1822, le Portugal cherche à s'établir en Afrique, mais est finalement contraint d'arrêter son expansion coloniale en raison de l'ultimatum britannique de 1890. Cet évènement conduit indirectement à l'effondrement de la monarchie lors de la Révolution du 5 octobre 1910, qui proclame l'instauration de la République. La mise en place de la Première République portugaise entraine l'exil du roi Manuel II et de sa famille.

## Histoire

### Origine et indépendance
Le royaume de Portugal tire son origine du comté de Portugal, vassal du royaume de Léon. L'indépendance se réalise en trois étapes : la proclamation d'Afonso Henriques comme roi par le peuple (en 1139), l'unification du royaume de Léon et du royaume de Castille dont les dirigeants reconnaissent le nouveau roi et la bulle pontificale Manifestis Probatum (1179) qui reconnaît le roi de Portugal.

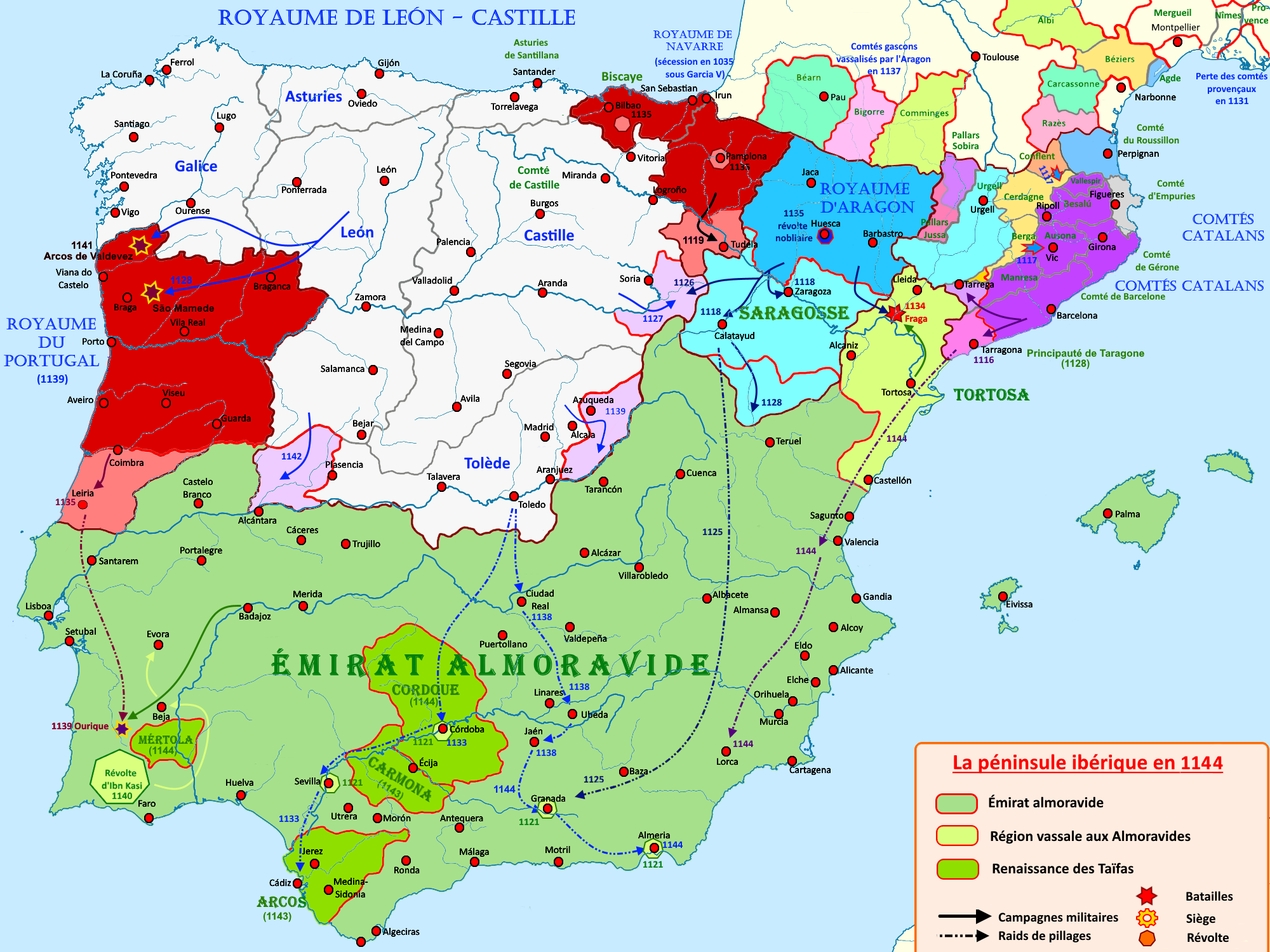
La création du royaume du Portugal de 1115 à 1144
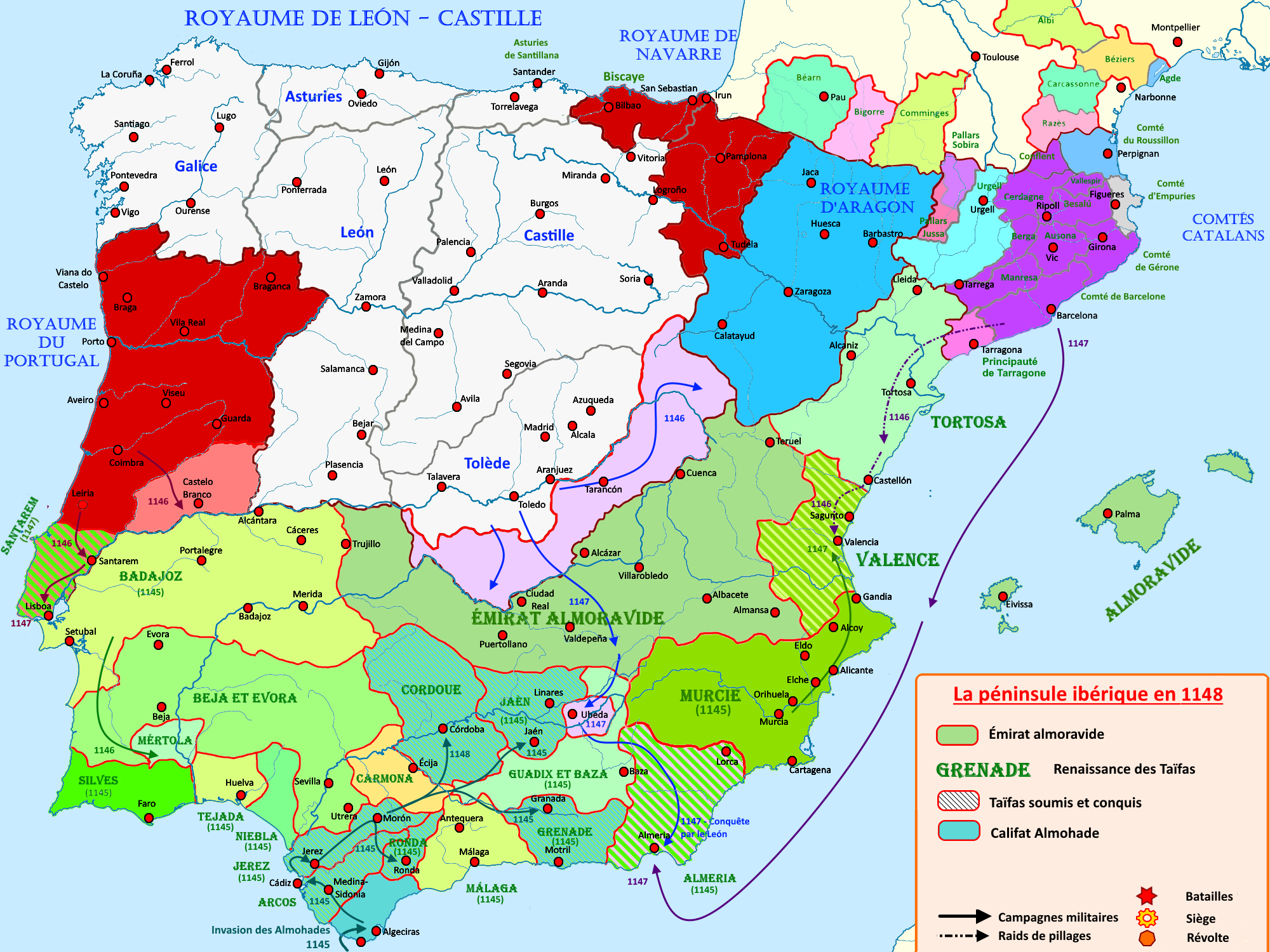
La conquête de Lisbonne en 1148
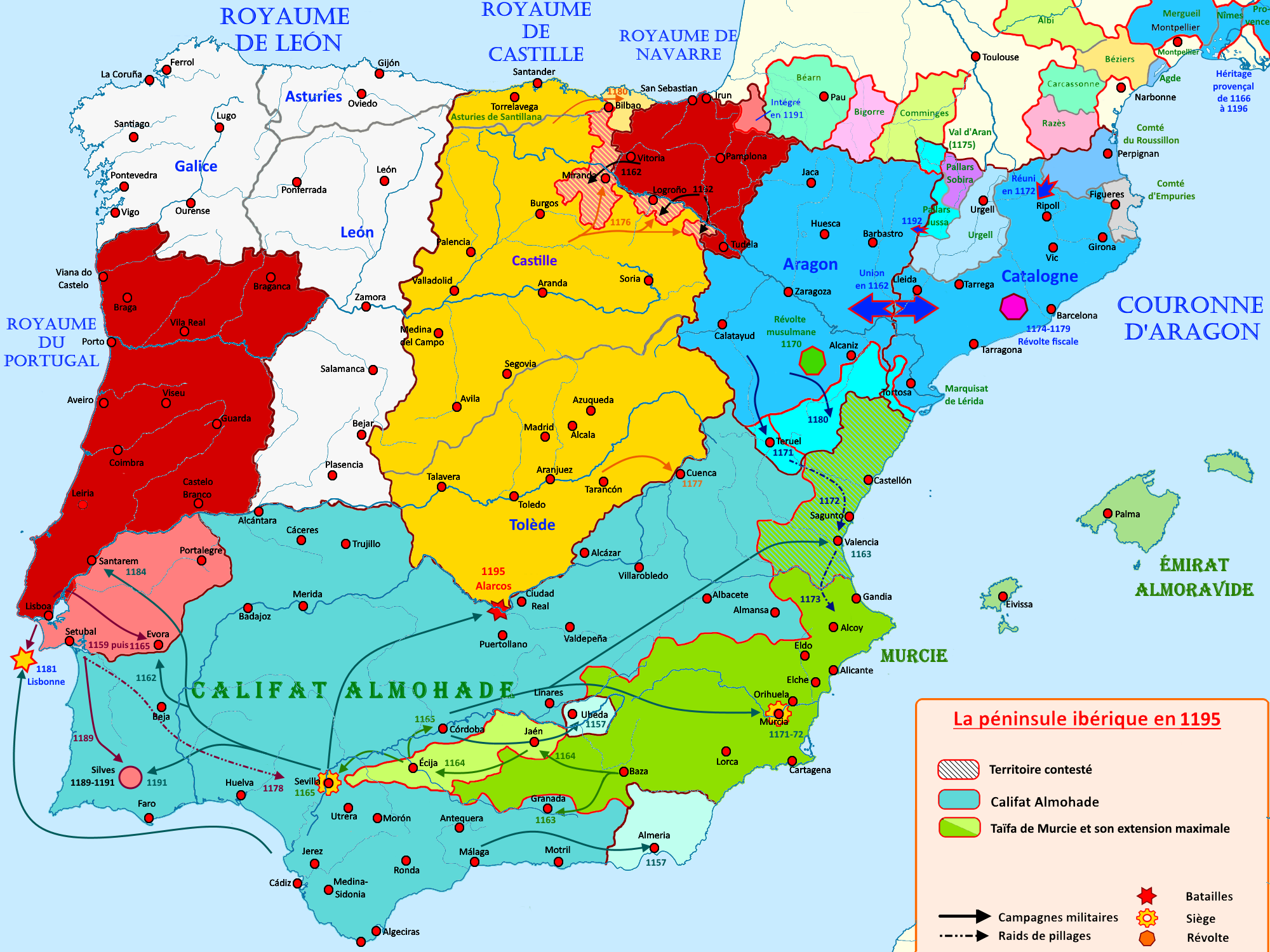
La conquête d'Evora en 1195
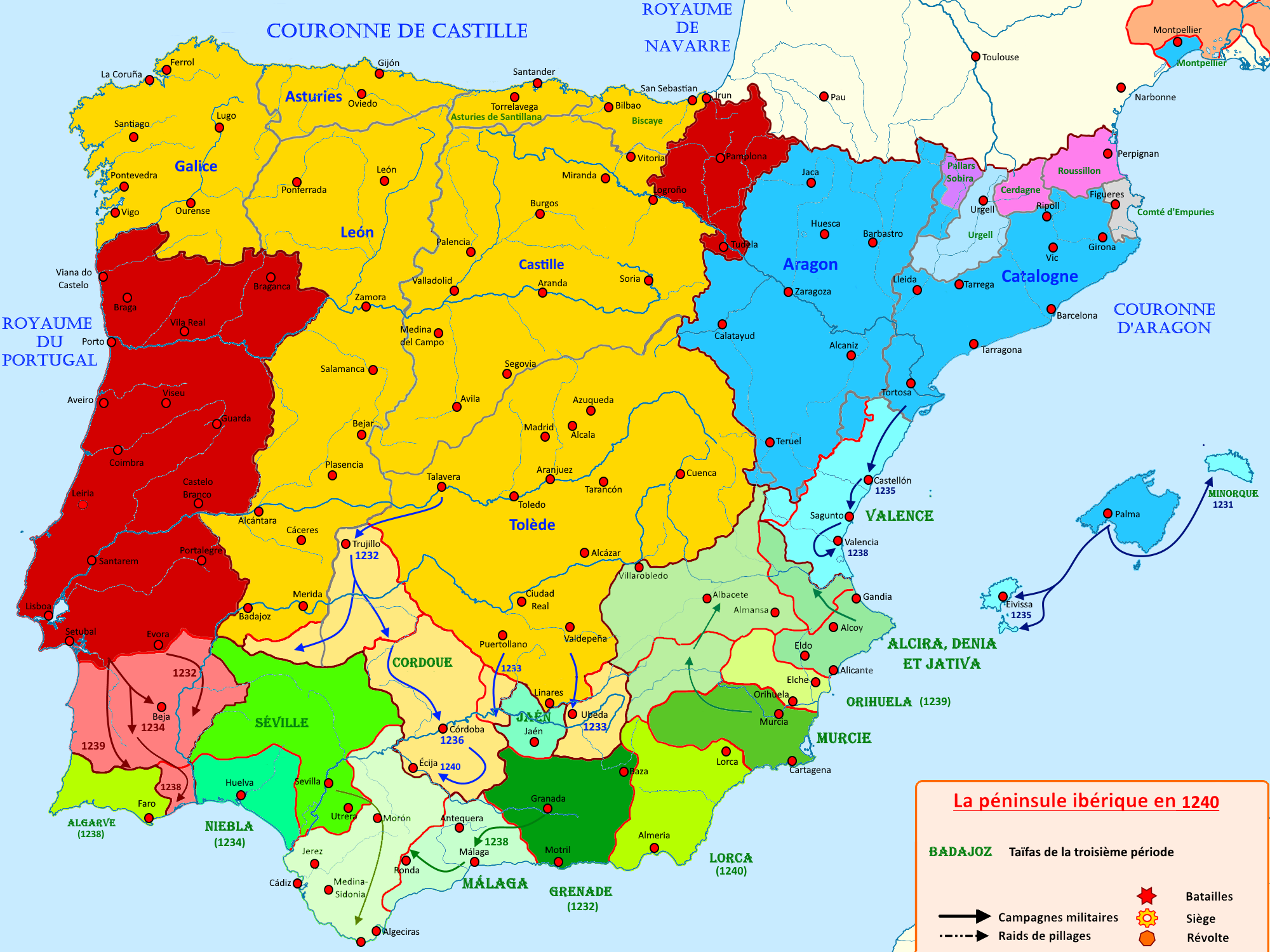
La conquête de Beja en 1240
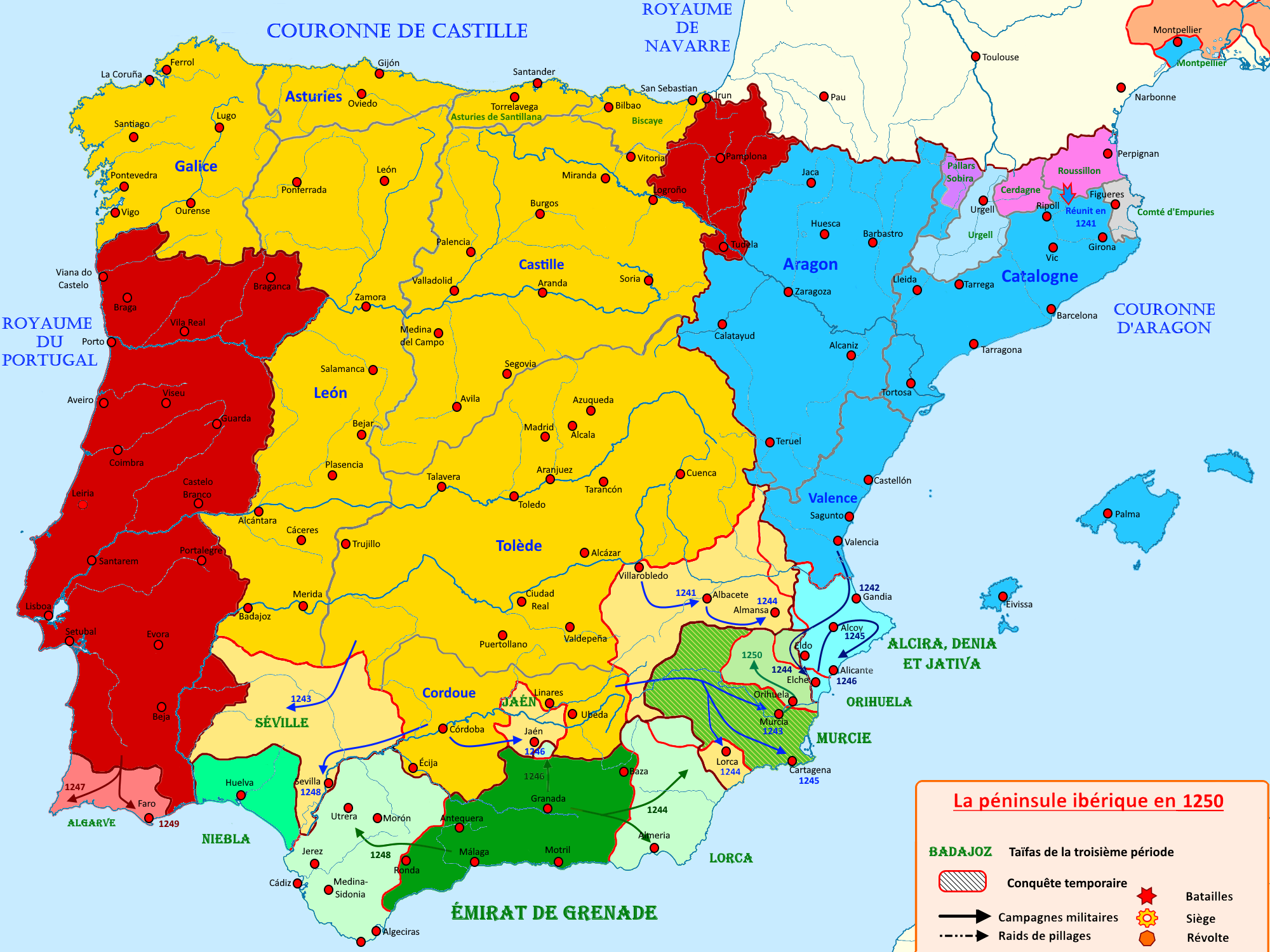
La prise de l'Algarve en 1250

### Prospérité et chute de la monarchie
Les rois de Portugal descendent tous d'Alphonse Ier quelle que soit leur maison. Le royaume de Portugal mise beaucoup sur son empire colonial (comprenant entre autres le Brésil) et devient un État stable. Durant l'époque napoléonienne, le Portugal combat aux côtés du Royaume-Uni de Grande-Bretagne et d'Irlande et il finit par être envahi par les troupes françaises. La cour royale fuit alors au Brésil. Après la victoire de 1815, la cour revient à Lisbonne. Environ un siècle plus tard, en 1908, Le roi Charles Ier et son fils le prince héritier sont assassinés. L'évènement annonce l'aube de la république et le successeur de Charles Ier, Manuel II, ne règne que deux ans (1908 – 1910) jusqu'à la chute de la monarchie à la suite de la révolution du 5 octobre 1910.

## Institutions

### Gouvernement

#### Période féodale
Durant la période féodale, le roi convoque un conseil composé de ses favoris, de membres de la famille royale et de fonctionnaires qui a pour mission de le conseiller dans ces décisions. Pour les événements les plus importants, un conseil plus large composé de membres du clergé, des chefs de la noblesse ou encore des maîtres des ordres militaires était réuni. Parmi les conseillers du roi, certains ont des charges bien précises comme le lieutenant-major qui commande l'armée, le chancelier qui détient les sceaux royaux et le majordome qui s'occupe de la maison royale. Ce dernier, très important, occupe une place équivalente à celle d'un premier ministre.
L'administration se complexifie au détriment de la maison du roi. L'importance du majordome décline au détriment du chancelier qui devient un chef de gouvernement au XIIIe siècle. Les fonctionnaires, notaires et scribes sont placés sous ses ordres. Au XIVe siècle, le chancelier entre en concurrence avec le secrétaire privé qui assiste le roi dans ses affaires privées et les décisions immédiates. En dessous du chancelier, on trouve des sous-secrétaires d'État avec une formation de justice, qui informent le roi et le chancelier sur la situation du pays et préparent les affaires à examiner.

#### Époque moderne
Au XVe siècle, un cabinet de six ministres ou secrétaires d'État est créé pour répondre à la complexité et à l'extension des affaires publiques. De plus, le roi est assisté par un Conseil d'État de vingt-sept membres aux fonctions honorifiques. Parmi ces membres, neuf sont choisis périodiquement pour aider le roi lorsqu'il en a besoin. À la fin du XVIe siècle, un gouvernement par conseil se met en place. Des petits groupes de nobles, de membres du clergé ou de fonctionnaires conseillent le roi et ses ministres pour les affaires importantes. Après la fin de l'Union ibérique, le pouvoir des conseils augmente et finit par limiter et contrôler le pouvoir du roi.
Le gouvernement se centralise à partir du règne de Jean V. Le pouvoir des ministres augmente au détriment des conseils. En 1736, les fonctions des secrétaires augmentent et ils prennent le titre correspondant à leurs fonctions : secrétaire d'État du royaume, secrétaire d'État aux affaires étrangères et à la guerre et secrétaire d'État à la marine et à l'outre-mer. Le cabinet est dirigé par le premier ministre. Le gouvernement est dirigé par un cabinet composé de ses trois secrétaires d'États, présidé par le roi. Un quatrième secrétaire d'État lié au Trésor est admis à la fin du XVIIIe siècle.
Au XIXe siècle, la complexité des affaires publiques oblige à la création de plusieurs ministères, en plus des quatre déjà existants. En 1821, le secrétaire d'État aux affaires étrangères et à la guerre est séparé en deux et deux autres sont créés : un pour les affaires ecclésiastiques et un autre pour la justice. Le ministère des travaux publics est créé en 1852. En 1870, est créé durant quelques mois un éphémère ministère de l'instruction publique, qui recommence à fonctionner pour de bon en 1891. En 1834, le gouvernement de Marie II se dote pour la première fois d'un président du conseil des ministres. Celui-ci détient quelquefois le portefeuille du ministère de l'intérieur.

### Note INSEE
Note INSEE
1. ↑  À la suite de l'invasion française